# Process music
Process music (volně přeložitelné jako hudba v procesu; odpovídající český termín neexistuje) je forma hudební skladby, která je charakterizována nikoli jako výsledek kompoziční práce skladatele, ale představuje vlastní proces svého vzniku.
Termín samotný předcházel a často je užíván jako synonymum pro hudební minimalismus. Příklady takové tvorby mohou být rané práce Steva Reicha, především skladba Pendulum Music (Kyvadlová hudba), kdy autor připojil visící mikrofony k celé řadě reproduktorů a nechal jimi volně a neprogramovaně pohybovat jako kyvadly nad nimi. Zpětná vazba, vznikající z tohoto procesu ve chvíli, kdy mikrofon míjel reproduktor se v dané chvíli stala vlastní plnohodnotnou součástí hudební kompozice.